# الجيش الاحتياطي الاستراتيجي للقوات البرية الإندونيسية

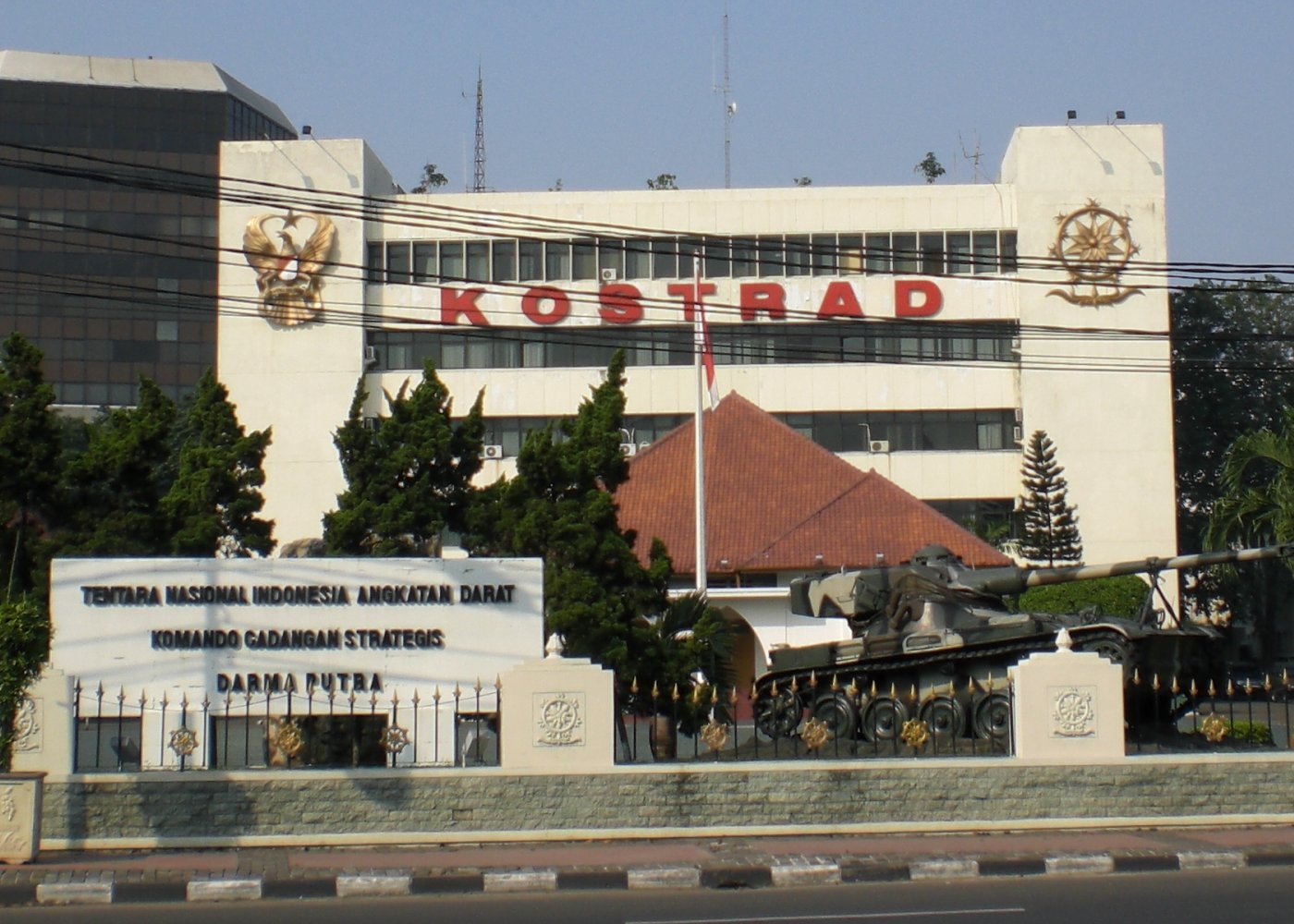
مقر رئيسي لكوستراد في جاكرتا

كوستراد (بالإنجليزية: Kostrad)‏ اختصارا ل الجيش الاحتياطي الاستراتيجي للقوات البرية الاندونيسية (بالإندونيسية: Komando Cadangan Strategis Angkatan Darat)‏، قسم من القيادة الرئيسية المقاتلة التي تملكها القوات البرية الإندونيسية. تملك حوالى 25.000 - 26.000 جيشاً التي داموا مستعديد للعمل بناءً على أمر من قائد القوات المسلحة في أي وقت كان. تتكون كوستراد حالياً من فرقتين:
- فرقة المشاة 1/كوستراد المقرّة بتشيلودونغ، ديبوك، جاوا الغربية
- فرقة المشاة 2/كوستراد المقرّة بسينجوساري، مالانج، جاوا الشرقية
- فرقة المشاة 3/كوستراد المقرّة بسورونج، بابوا

## قادة الجيش الاحتياطي الاستراتيجي للقوات البرية الاندونيسية
واحدة من الأسماء الشهيرة الذين خدموا في قيادة الجيش الاحتياطي الاستراتيجي هو اللواء سوهارتو، الذي أصبح فيما بعد الرئيس. ثم هناك الفريق فرابوو سوبيانتو. حاليا، على رأس القيادةالفريق غاتوت نورمنتيو.

## وصلات خارجية
- (بالإندونيسية) الموقع الرسمي
- (بالإنجليزية) كوستراد - الجيش الاحتياطي الاستراتيجي للقوات البرية الاندونيسية

قالب:القوات البرية الاندونيسية